# Huittinen
Huittinen (schwedisch Vittis) ist eine Stadt mit 9745 Einwohnern (Stand 31. Dezember 2022) in Südwestfinnland. Sie liegt etwa auf halber Strecke zwischen den Großstädten Tampere und Turku in der Landschaft Satakunta. Huittinen ist ausschließlich finnischsprachig.

## Geschichte
Huittinen besteht als politische Gemeinde seit 1868, seit 1977 besitzt sie die Stadtrechte. Hauptort ist die Siedlung Lauttakylä, ferner zählen zur Gemeinde das Kirchdorf Huittinen sowie die Orte Hannula, Hirvelä, Huittistenkylä, Huhtamo, Hurula, Kaharila, Kannila, Karhiniemi, Korkeakoski, Leppäkoski, Loima, Löysälä, Matikkala, Mauriala, Mommola, Naatula, Nanhia, Palojoki, Pöyriälä, Raijala, Raskala, Rieskala, Riesola, Sampu, Sorvola, Suttila und Suontausta.
Die Kirche von Huittinen stammt aus der Zeit um 1500, wurde aber seither mehrfach erweitert. 1860 wurde der ursprünglich einschiffige Bau zu einer Kreuzkirche umgestaltet.
Zum Jahresbeginn 2009 wurde die Nachbargemeinde Vampula in Huittinen eingemeindet.

## Verkehr und Wirtschaft
Huittinen ist bedeutsam als Verkehrsknotenpunkt in Südwestfinnland; hier kreuzen sich die Hauptstraßen von Helsinki nach Pori und von Tampere nach Rauma.
Traditionell ist die Landwirtschaft von großer Bedeutung. Heute arbeiten noch 16 % der Erwerbstätigen in diesem Sektor, insgesamt zählt die Gemeinde rund 470 landwirtschaftliche Betriebe. Der Schwerpunkt liegt auf Gemüseanbau und Schweinemast. So ist auch die Nahrungsmittelindustrie von Bedeutung, ferner haben sich metall- und holzverarbeitende Industrie angesiedelt.

## Bilder

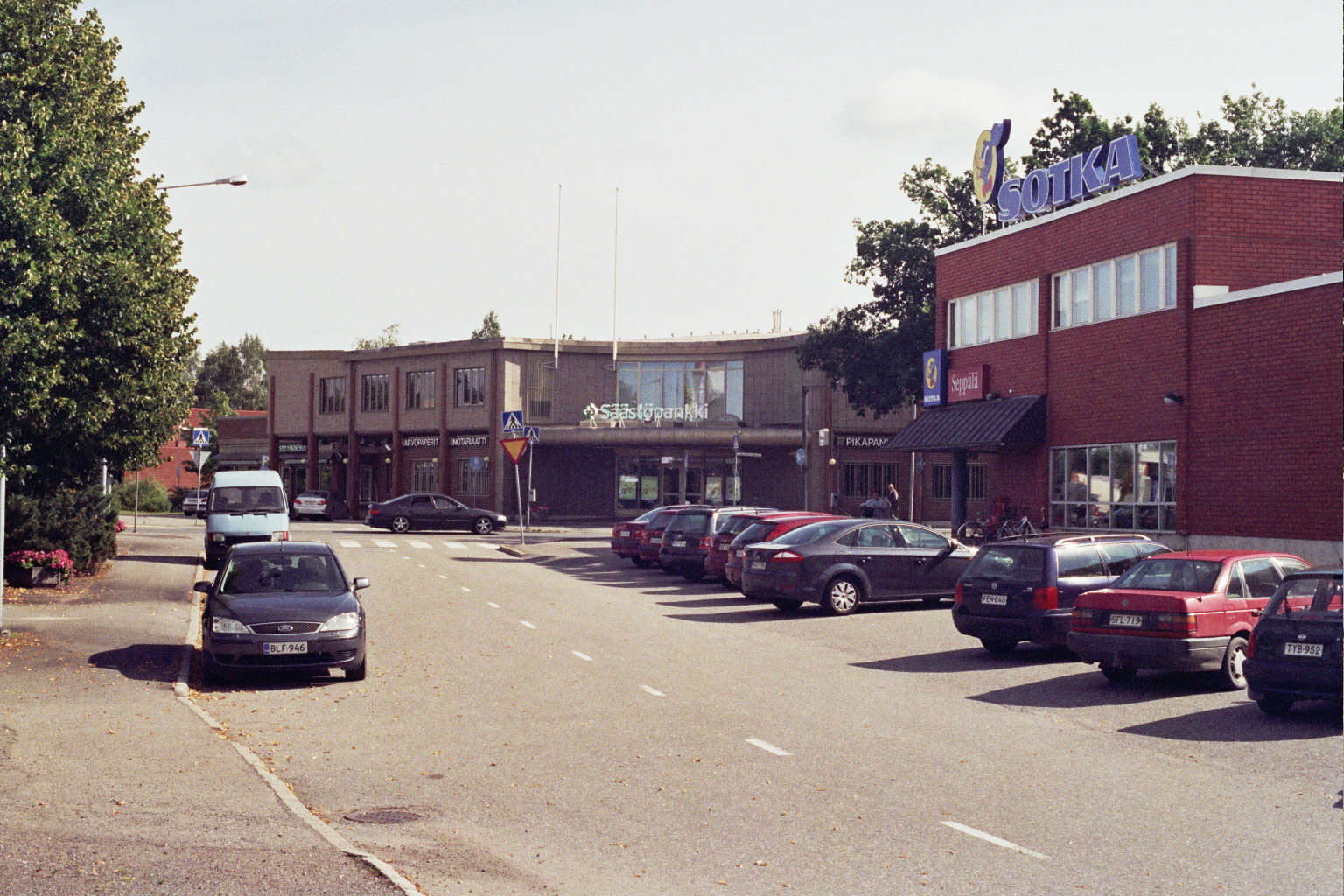
Stadtzentrum von Huittinen
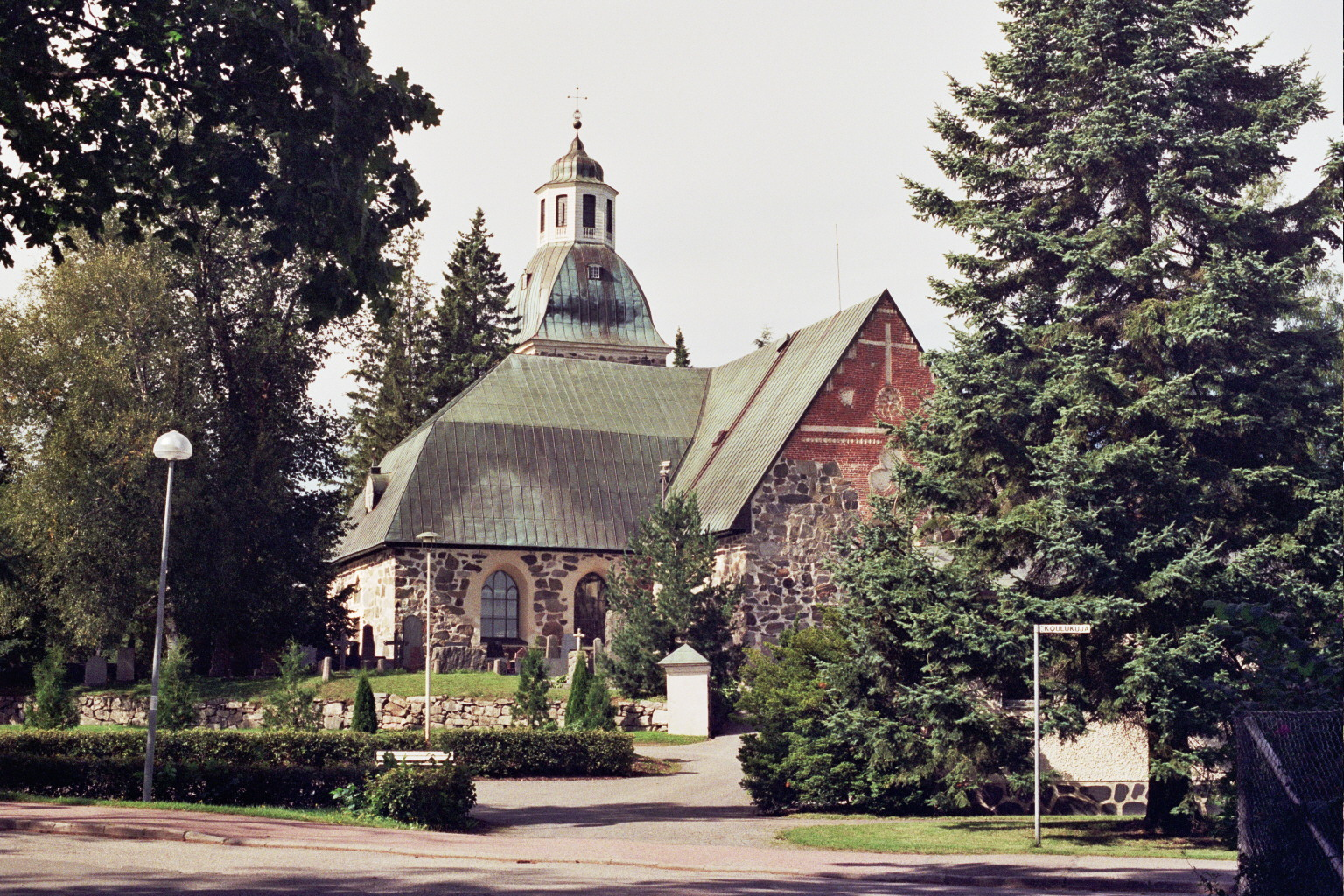
Die Kirche von Huittinen
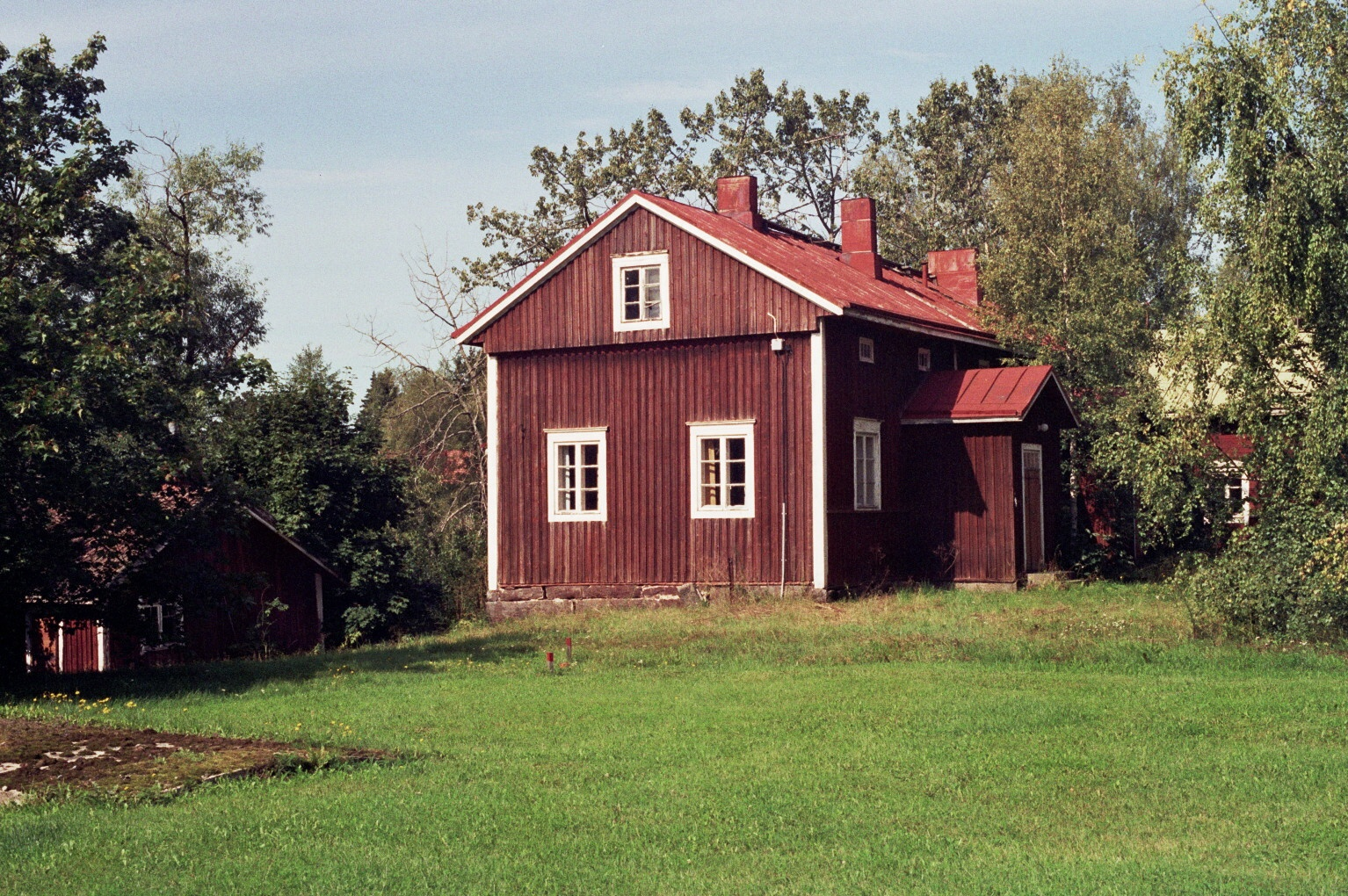
Alte Holzhäuser in Huittinen

## Söhne und Töchter der Stadt
Huittinen ist bekannt als Geburtsort von Risto Ryti, dem Staatspräsidenten Finnlands in den Jahren 1940–44. Während Rytis Rolle in der Geschichtswissenschaft vor allem wegen des Ryti-Ribbentrop-Vertrags bis heute umstritten ist, bekennt sich die Gemeinde stolz zu ihrem bekanntesten Sohn. Erst durch seine aufopfernde persönliche Entscheidung habe sich Finnland aus dem Krieg befreien können, so die offizielle Webpage der Gemeinde. Eine Ausstellung widmet sich dem Werdegang Rytis.
- Wendla Randelin (1823–1906), finnlandschwedische Schriftstellerin
- Risto Ryti (1889–1956), Politiker und Ministerpräsident
- Pirjo Hannele Aalto (* 1961), Biathletin
- Antti Everi (* 1981), Gewichtheber
- Matti Oivanen (* 1986), Volleyballspieler
- Mikko Oivanen (* 1986), Volleyballspieler